# 정명희 (배드민턴 선수)
정명희(鄭明熙, 1964년 1월 27일~)는 대한민국의 배드민턴 선수이다.